# 吉胖喵
吉胖喵（台湾又译作）是日本遊戲設計師日野晃博以貓又為藍本設計的一隻貓型地縛靈的虛構妖怪角色，出場於《妖怪手錶》系列遊戲與動畫作品中，同時也是妖怪手錶系列作品的吉祥物。有時甚至被認為是Level-5公司的代表物。
在妖怪手表的設定中，吉胖喵屬於可愛族的妖怪，是為了救主人而被車撞死而形成地縛靈，在變成妖怪之前的名字不是吉胖喵而是叫做紅丸（又稱赤丸）。吉胖喵有多種變體，其中，鑽石喵位於妖怪人氣排行榜第一名。
由於外觀符合可愛的特徵——小小的身軀有著不成比例的大頭、大眼、小鼻以及頭上有如幽靈倒置的白色圖案而十分受到歡迎，並且對妖怪手錶系列作品起了很大的宣傳作用，如同神奇寶貝中的皮卡丘，也因此得到了些批評，如皮卡丘的粉絲。其周邊商品，如衣飾、玩偶等也十分受歡迎。此外，吉胖喵也有許多變種，如長刺喵、武士貓等，都有吉胖喵的可愛特徵。
在《電影版妖怪手錶：光影之卷 鬼王的復活》，有鬼太郎外貌的吉胖喵俗稱「鬼太喵」。

## 構思和創作
吉胖喵的設計來自於貓又的兩條尾巴以及尾巴上燃燒中的青綠色火焰，並且頭上有個如幽靈漂浮般的白色毛色圖案與其主要毛色紅色襯托，另外脖子上掛了一個鈴鐺，腹部穿了個土黃色圍裙。其背景故事是生前為了救主人惠美被車撞飛，惠美說了「真遜」而變了地縛靈，而此設計靈感也是源自於一隻出車禍的貓。

## 名稱來源
吉胖喵名稱來自日語音譯，而日語（Jibanyan）是來自（Jibakurei）：，的前兩個音與（Nyan，貓叫聲）的組合，也有人稱牠為吉胖貓，而另一種翻譯——地縛喵或地縛貓，其「地縛」是意譯，來自和貓的組合，而地縛喵，則是音譯（喵）與意譯（地縛）的組合。
吉胖喵一稱較常在台灣使用，香港較常見的稱呼是地縛喵，而中國大陸則是譯作地縛貓。
特別地，台灣地區使用的名稱「吉胖貓」與Facebook插圖角色「胖吉貓」的名稱十分接近，因此出現混淆或誤用的情形也不少，搜尋引擎也經常出現混淆的情況，尤其是以關鍵字「胖吉喵」搜尋的時候。

## 妖怪手錶中的吉胖喵
吉胖喵是隻貓型的地縛靈，可愛族的妖怪，失去生前部份記憶，變做妖怪是因為生前為了救主人惠美而被車撞死，結果惠美說了「真遜」而變了地縛靈，事實上惠美是因為吉胖喵拯救自己而失去性命，在極度傷心自責時才會說出「真遜」這種話，原本的名字是紅丸（あかまる、akamaru）。其代表了不詳事件：「突如其來的緊急煞車，但只是被附身的人會突然闖越馬路，車會在撞到人前急煞的古怪事件」。因為經常阻止汽車所以練成必殺技「百裂肉球」，但後來「家」被佔領，而去了景太家的雜物櫃居住。吉胖喵非常喜歡吃巧克力棒，喜歡的偶像團體是「喵KB48」，其喵KB48粉絲會員號碼為00007，吉胖喵睡前都會吻喵KB48的海報。吉胖喵最喜歡喵KB48中的富莎莎。零式有三種姿勢：「喵耶」、「喵」、「V字喵吉」。

## 變體
吉胖喵有多種變體，例如刺刺喵、流氓喵，也有許多關聯角色，如機器貓、武士貓等。其中，鑽石喵位於妖怪人氣排行榜第一名。

### 長刺喵
長刺喵（又译作），是吉胖喵的一種變種，當吉胖喵感冒之後就會變成長刺喵。長刺喵的外觀與吉胖喵相似，但顏色變為綠色，全身長滿尖刺，頭上的毛的圖案也略有不同，尾巴火焰顏色變為橘紅色，其他部分皆與吉胖喵相同。打噴嚏時全身上下的尖刺會向四面八方飛出去。
長刺喵的名稱來源與吉胖喵類似，同樣是兩個日語單詞的組合。長刺喵的名稱來源是來自刺（とげ）以及貓叫聲，前半為意譯，後半為音譯。

### 斑紋喵
胖威喵（又译作）是吉胖喵跟威斯帕「混和」之後的結果。電影版跟動畫版都是吉胖喵跟威斯帕兩個相撞之後就會變成胖威喵。胖威喵頭上有跟威斯帕一樣的白色彎曲物，身上底色為威斯帕的白色，有吉胖喵色（紅色）的斑點，說話時語尾助詞也會融合兩者的語尾助詞變成「喵威斯」。其必殺技是百萬反彈肉球。

## 影響

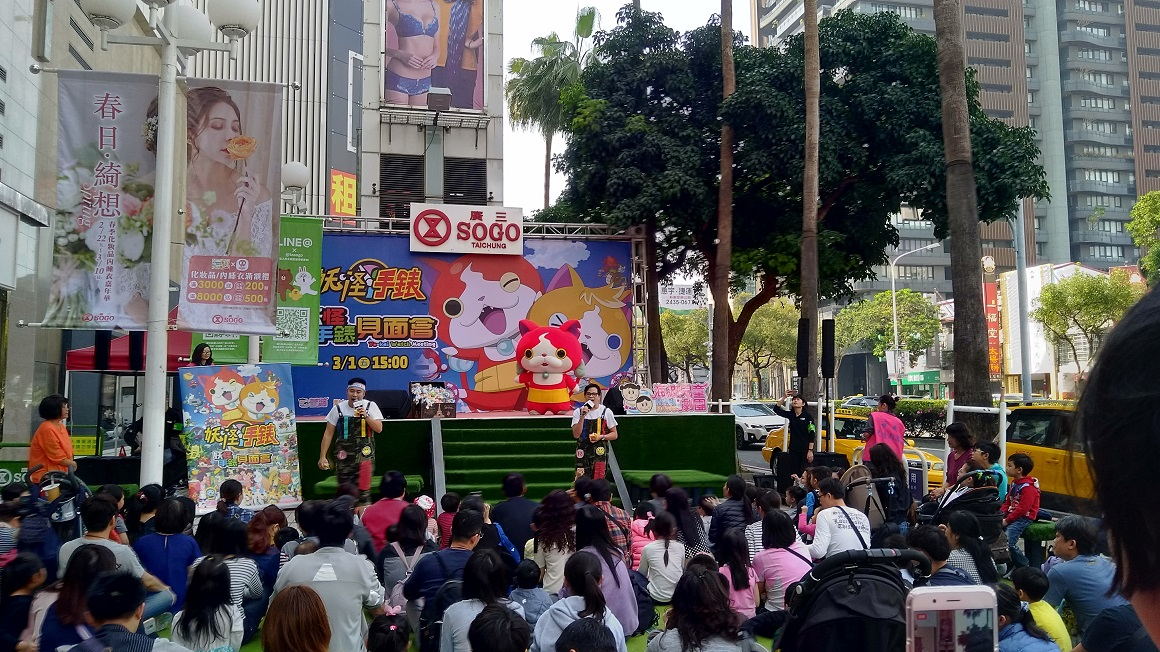
在妖怪手錶見面會中登場，由布偶演員飾演的吉胖喵

吉胖喵是《妖怪手錶》系列作品的象徵角色，在妖怪手錶各個宣傳海報甚至是動畫開頭結尾都可以見到其身影，被認為是Level-5公司的搖錢樹。在妖怪手錶系列作品的影響下，吉胖喵在流行文化中已經逐漸取代了《神奇寶貝》作品中皮卡丘角色的地位，這些影響也造成對原本的皮卡丘粉絲對吉胖喵的不滿以及批評，甚至有網友批評吉胖喵設計及造型是抄襲自其他動漫的角色，如多啦A夢，也出現了相關惡搞作品或二次創作，但儘管如此也成功為吉胖喵掀起話題，其可愛特徵在各處爆紅，也成為部分短期爆紅原因研究材料之一。在這種短期爆紅情況下也出現了模仿效應，例如曾有人模仿吉胖喵吃巧克力將巧克力餵貓吃而引發爭議。
2016年隨著吉胖喵隨著妖怪手錶系列作品在台灣爆紅，除了跨年晚會謝金燕在演唱時大量贈送吉胖喵布偶，元宵節時更是有其主題花燈，同時與福祿猴在網路上引發許多話題。
此外，由於妖怪手錶的流行，吉胖喵甚至被埃里克高畑勳——夏威夷州日本旅遊常務董事任命為「夏威夷的兒童大使」。

### 商品
從吉胖喵開始影響流行文化之後，開始出現許多周邊商品，例如吉胖喵的抱枕、玩偶、模型、積木、公仔、枕頭、床包、防滑墊、毛浴巾、寢具、睡袋以及服飾。此外也有以吉胖喵為外型的食物，例如糖果、蛋糕甚至是火鍋。

### 其他引用
- 吉胖喵在另一套動畫DD北斗之拳2草莓味有份客串演出[77][78][79]。
- 林俊傑在加拿大溫哥華的演唱會稱自己為「吉胖妞」[80][81][63][82][83]。
- 吉胖喵喜歡吃的那種巧克力棒有在現實中販賣[31][32]。
- 《太陽的後裔》中有出現吉胖喵的玩偶跟抱枕[84]。

## 外部連結
- 吉胖喵 （页面存档备份，存于）在妖怪手錶維基的介紹
- 吉胖喵在妖怪手錶主題wikia的介紹
- 紅丸 （页面存档备份，存于）（變成妖怪前的吉胖喵）在妖怪手錶維基的介紹
- 紅丸（變成妖怪前的吉胖喵）在妖怪手錶主題Wikia的介紹